# جراح العتیقی
جراح العتیقی (عربی: جراح العتيقي؛ زاده ۱۵ اکتبر ۱۹۸۱) یک بازیکن فوتبال اهل کویت است.
وی همچنین در تیم ملی فوتبال کویت بازی کرده است.